# Ramon Alemany de Cervelló i de Querol
Ramon Alemany de Cervelló i de Querol (? - Mallorca, 1230) va ser un cavaller català del llinatge dels Cervelló.

## Orígens familiars
Era fill de Guerau Alemany V de Cervelló i de Berenguera de Querol. Era germà Guillem I de Cervelló.

## Matrimoni i descendents
Desconegut. Fills:
- Guillem II de Cervelló

## Biografia
El 1217 assistí a la reconciliació entre Jaume I i Guerau IV de Cabrera, pretendent al Comtat d'Urgell. Feu edificar un hospital dins del Monestir de Santes Creus, d'on foren monjos els seus fills Bernat i Alemany.
Participà en la Croada contra Al-Mayûrqa en la Host de Guillem II de Bearn i Montcada conjuntament amb el seu nebot Guerau VI de Cervelló, fill del seu germà i hereu Guillem I de Cervelló, que havia mort el 1227. Ambdós, oncle i nebot, moriren durant la campanya l'any 1230 víctimes de la Pesta que s'escampà per tota l'illa fruit de la podridura dels cossos dels musulmans morts i no enterrats.

## Possessions territorials
En ser fadristern no heretà la baronia de Cervelló, sinó que fou baró de Querol, Montagut, Pontils, Pinyana, Montclar, Selmella i Santa Perpètua de Gaià.